# Jouy-aux-Arches
Jouy-aux-Arches település Franciaországban, Moselle megyében. Lakosainak száma 1431 fő (2022. január 1.). Jouy-aux-Arches Ancy-Dornot, Ars-sur-Moselle, Augny, Corny-sur-Moselle, Moulins-lès-Metz és Vaux községekkel határos.

## Népesség
A település népességének változása:
| Lakosok száma | 1271 | 1339 | 1493 | 1590 | 1538 | 1501 | 1472 | 1438 | 1424 | 1431 |
|               | 1968 | 1982 | 1990 | 2006 | 2013 | 2015 | 2017 | 2019 | 2020 | 2022 |